# 长鱼面
长鱼麵是中国江苏省淮安、宝应、扬州、镇江等地（即淮扬菜流行地区）的面馆普遍常見的一种美味料理。黃鱔（长鱼）为该地区广泛使用的食材，制作颇有心得，且有食补功效，用其制作的长鱼麵也极受当地食客欢迎。

## 製作
长鱼麵使用汆熟的黃鱔，勾芡，猛火爆炒。至于浇头与面条的组合，作法包括数种，有盖浇麵、炒麵以及过桥等。